# Onthophagus depressipennis
Onthophagus depressipennis là một loài bọ cánh cứng trong họ Bọ hung (Scarabaeidae).